# Drillia bruuni
Drillia bruuni is een slakkensoort uit de familie van de Drilliidae. De wetenschappelijke naam van de soort is voor het eerst geldig gepubliceerd in 1952 door Knudsen.